# 모인 샤리프
모인 샤리프(1972년 5월 15일, 아랍어: معين شريف)는 레바논의 가수이다.

## 생애
샤리프는 바알베크에서 태어났다. 여덟 살 때 샤리프의 어머니는 노래하는 재능을 발견하고 교수들에게 음악을 가르치게 했다. 그의 아버지는 스물여덟 살에 돌아가셨고, 그 후 어머니도 돌아가시자 샤리프는 형제들과 함께 살면서 부모님의 죽음으로 인해 작곡을 더 열심히 하기 시작했으며, "나의 몫"과 "좋은 사람들"과 같은 새로운 작품으로 예술적 경력을 계속했다.